# Hassan Rabia
Hassan Rabia Suwaidan Al-Housni (1º febbraio 1984) è un ex calciatore omanita, di ruolo attaccante.

## Palmarès

### Individuale
- Capocannoniere della Coppa delle Nazioni del Golfo: 1

2009 (4 reti)